# Tramwaj na pedały Sylvestra Krnki

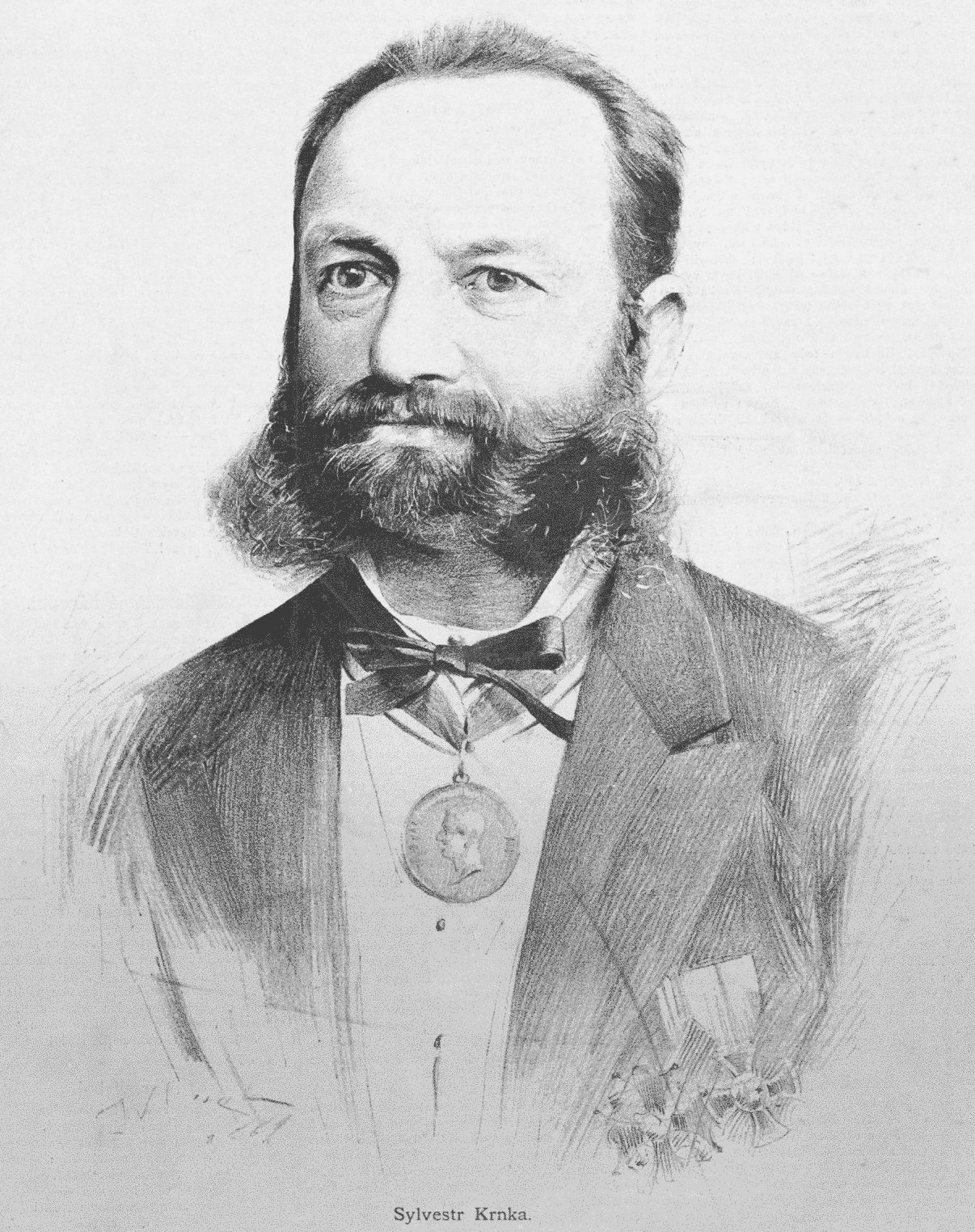
Sylvestr Krnka w 1884 r.

Tramwaj na pedały Sylvestra Krnki – pojazd szynowy napędzany siłą ludzkich mięśni, skonstruowany w 1895 r. przez czeskiego wynalazcę i rusznikarza Sylvestra Krnkę.

## Historia
Głównym celem Krnki była chęć skonstruowania czegoś nowatorskiego. W tamtym czasie z różnych powodów odrzucano pewne rodzaje wagonów tramwajowych. Tramwaj parowy zanieczyszczał powietrze dymem, tramwaj elektryczny był krytykowany za nieestetyczną sieć trakcyjną. Tramwaj konny rozwijał niewielką prędkość, więc poszukiwano alternatywnych sposobów napędu. Sylvestr Krnka – czeski wynalazca (znany przede wszystkim jako rusznikarz) – postanowił zastosować w tramwaju napęd oparty na sile ludzkich mięśni. Prototyp tramwaju mieścił dwudziestu pasażerów na miejscach siedzących i dodatkowe miejsca dla konduktora i motorniczego.

## Opis układu napędowego
Podstawą układu była maszyna pneumatyczna. Obsługiwana była ona przez jedną lub dwie osoby poprzez wprawianie nożnych pedałów w ruch. To uruchomiało maszynę i mogło ją ponownie zatrzymać za pomocą układu hamulcowego. Moment obrotowy z pedałów był przenoszony na proste dźwignie połączone dwoma cylindrami. Początkowo trzeba było przyłożyć do pedałów nieco większą siłę, by umożliwić rozruch maszyny. Prędkość tramwaju z takim układem była równa lub większa od prędkości tramwaju konnego. Jechał dość płynnie po płaskim terenie, żaden większy wysiłek fizyczny nie był potrzebny nawet w przypadku całkowitego zapełnienia przedziału pasażerskiego. Podczas wjazdu na wzniesienie lub rozruchu wymagana była niekiedy pomoc drugiego pasażera lub konduktora.

## Eksploatacja
Torowisko, po którym kursował ten tramwaj, było używane w trakcie Czesko-słowiańskiej wystawy etnograficznej w Pradze od 15 maja do 23 października 1895 r. Tor miał 500 m długości i znajdował się we wschodniej części terenów wystawowych. Prowadził ze wschodu od ówczesnej stacji kolejowej wzdłuż ogrodzenia do tzw. Chaty Jaroměřa. Tramwaj na pedały Sylvestra Krnki był atrakcją wystawy, ale ze względów praktycznych nie wyszedł poza stadium prototypu. Brak jest danych dotyczących dalszych losów jedynego powstałego egzemplarza.